# Otto Gavuzzi
Otto Johan Gavuzzi, född 29 juli 1861 i Göteborg, död där 17 februari 1937, var en svensk ingenjör.
Gavuzzi, som var son till köpman Fredrik Zakarias Gavuzzi och Hilda Sofia Grén, utexaminerades från Chalmers tekniska läroanstalt 1885. Han blev biträdande ingenjör vid Göteborgs gasverk 1891, föreståndare för Malmö gasverk 1900 och var överingenjör vid Malmö gas- och elektricitetsverk 1912–1926.